# Zeynep Bastık
Zeynep Bastık (Çanakkale, 8 luglio 1993) è una cantante e attrice turca.

## Biografia
Di origini albanesi, Zeynep Bastık è nata in una famiglia di musicisti. Nel 2010 è entrata a far parte integrante del gruppo musicale Jackpot, che lascerà due anni più tardi.
Dopo una serie di inediti e collaborazioni, Bastık ha pubblicato il suo album in studio d'esordio nel 2021, dal titolo Zeynodisco. Si è fatta conoscere con la hit Ara, numero uno per quattro settimane consecutive nella Turkey Songs e cover del brano in francese Paro.
Nell'agosto 2023 avviene l'annuncio di tournée con tappe in diverse città turche. Lan, uscita nel marzo seguente, ha trovato successo globale: con oltre 32,5 milioni di streaming raccolti al di fuori degli Stati Uniti d'America secondo Luminate Data, ha esordito nella top ten della Global Excl. U.S. di Billboard ed è rimasta in vetta alla graduatoria nazionale per sei settimane di fila. Ha inoltre fatto l'ingresso nella Ö3 Austria Top 40 e nelle Offizielle Deutsche Charts.

## Discografia

### Album in studio
- 2021 – Zeynodisco

### EP
- 2020 – Akustikler

### Singoli
- 2014 – Fırça
- 2017 – Şahaneyim
- 2019 – Her yerde sen
- 2019 – Bırakman doğru mu (con Anıl Piyancı)
- 2019 – Mod (con Mustafa Sandal)
- 2020 – Uslanmıyor bu
- 2020 – Çukur
- 2020 – Her mevsim yazım
- 2020 – Bir daha
- 2020 – Dargın (con Emir Can İğrek)
- 2020 – Bırakman doğru mu 2 (con Anıl Piyancı)
- 2020 – Boş yapma
- 2021 – Kendi yolumuzda
- 2021 – Bana sorma (Zeynodisco)
- 2021 – Marlon Brando
- 2021 – Sen ben
- 2021 – Yalan (con Reynmen, Arem Ozguc e Arman Aydin)
- 2022 – Ara
- 2022 – Savaştım harbiden (con Kozmos)
- 2023 – Eyvah
- 2023 – Sen sandım (con Çağrı Telkıvıran)
- 2023 – Bundan böyle
- 2024 – Lan
- 2024 – Ben böyle
- 2025 – Destan
- 2025 – Kör sevdam

## Filmografia
- Adi Mutluluk – serie TV, 17 episodi (2015)
- Umuda Kelepçe Vurulmaz – serie TV, 15 episodi (2016-17)
- Yuvamdaki Düsman – serie TV, 3 episodi (2018)
- Forbidden Fruit (Yasak Elma) – serie TV, 12 episodi (2018-20)
- Zeynep Bastik ve Konuklari – serie TV (2021)